# ملعب إليزابيث الثانية (أنفيلد)
ملعب إليزابيث الثانية هو ملعب متعدد الاستخدامات يقع في أنفيلد، لندن، إنجلترا.